# 格朗帕里尼
格朗帕里尼（法語：Grandparigny，法語發音：[ɡʁɑ̃paʁiɲi]）是法国芒什省的一个市镇，属于阿夫朗什区。该市镇于2016年由原市镇谢夫勒维尔、马蒂尼、米伊和帕里尼合并而成，行政中心位于帕里尼。

## 地名
“格朗帕里尼”（Grandparigny）一名由“格朗”（Grand）和“帕里尼”（Parigny）两部分复合而成：前者在法语中意为“大”；后者是该市镇的前身及主体。

## 地理
格朗帕里尼（48°35'42.000"N, 1°4'41.002"W）面积34.61 平方千米，位于法国诺曼底大区芒什省，该省份为法国西北部沿海省份，西、北、东北三面环大西洋，东起顺时针与卡爾瓦多斯省、奧恩省、马耶讷省和伊勒-维莱讷省接壤。
与格朗帕里尼接壤的市镇（或旧市镇、城区）包括：拉庞蒂、瑞维尼莱瓦莱、圣伊莱尔迪阿库埃、勒梅尼拉尔、罗马尼-丰特奈、伊西尼-勒比阿。
格朗帕里尼的时区为UTC+01:00、UTC+02:00（夏令时）。

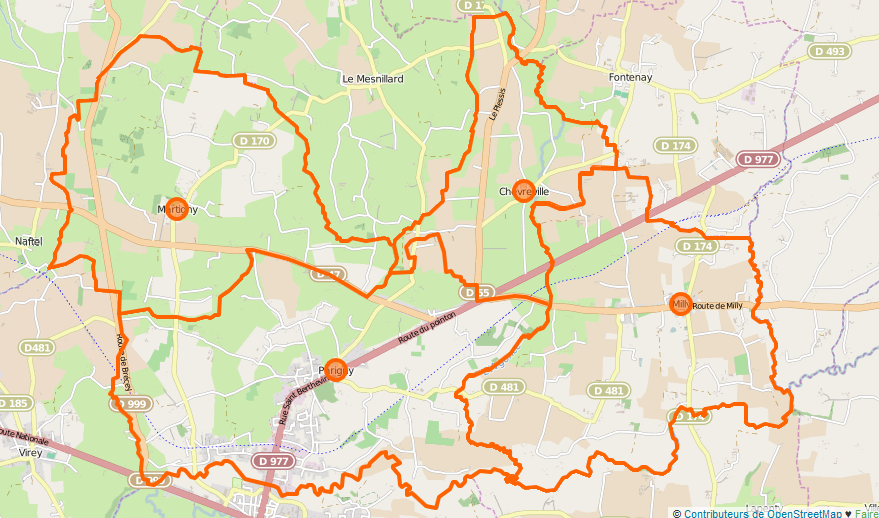
格朗帕里尼的OSM定位图

## 行政
格朗帕里尼的邮政编码为50600，INSEE市镇编码为50391。

## 政治
格朗帕里尼所属的省级选区为圣伊莱尔迪阿库埃县。

## 人口
格朗帕里尼于2022年1月1日时的人口数量为2623人。